# Yuck
Yuck fou un grup de rock anglès de Londres, format el 2009. Va ser fundat pels vocalistes i guitarristes Daniel Blumberg i Max Bloom, després que tots dos deixessin el grup Cajun Dance Party, juntament amb la baixista Mariko Doi i el bateria Jonny Rogoff.
L'àlbum de debut homònim del grup va ser publicat a través de Fat Possum el 21 de febrer de 2011 al Regne Unit. El vocalista principal Blumberg va deixar Yuck el 2013, i Bloom va assumir les funcions a partir del segon àlbum.
Els crítics han comparat Yuck amb bandes com: Dinosaur Jr., The Smashing Pumpkins, Pavement, My Bloody Valentine i Sonic Youth.

## Història
Daniel Blumberg i Max Bloom van deixar el seu grup anterior, Cajun Dance Party, el 2008. Van formar Yuck el 2009 a Londres, Anglaterra. El grup va començar a gravar el seu àlbum d'estudi de debut l'estiu del 2010 a Londres, a casa dels pares de Max Bloom. Han fet gires amb Modest Mouse, Tame Impala i Unknown Mortal Orchestra.
El 12 d'abril de 2012, van publicar el senzill "Chew", que no formava part de cap àlbum, a través de la seva pàgina oficial de SoundCloud. El 23 d'octubre de 2012, el senzill "Get Away" del seu àlbum debut va aparèixer a la banda sonora de Forza Horizon.
El 15 d'abril de 2013, Yuck va revelar a la seva pàgina oficial de Facebook que gravarien el seu segon àlbum a finals d'abril. També van revelar que Daniel Blumberg havia deixat la banda per concentrar-se en el llançament de la seva pròpia música.
El 18 de juliol de 2013, Yuck va publicar una nou senzill, "Rebirth", i es va posar a disposició per a la seva descàrrega gratuïta a través del seu lloc web oficial.
El 13 d'agost de 2013, Huw Stephens va estrenar el nou senzill de Yuck, "Middle Sea", a Radio 1. Es va revelar que el nou àlbum es titulava Glow & Behold durant una entrevista amb el cantant principal Max Bloom. Va ser publicat el 30 de setembre de 2013.
El 5 de setembre de 2013, Yuck va publicar un vídeo d'una gravació en directe d'"Age of Consent" de New Order. El vídeo va ser gravat el 30 d'agost de 2013 per Michael Lawrence al RAK Studios, juntament amb algunes altres cançons. Aquesta cançó es convertiria en la cara B del senzill "Middle Sea". El nou membre i guitarrista Ed Hayes toca a la cançó.
El 23 de gener de 2014, en una actuació a Portland, Oregon, van anunciar un nou EP. Van tocar una nova cançó de l'EP després de l'anunci. L'EP Southern Skies es va publicar l'abril de 2014.
El 8 de juliol de 2015, Yuck va publicar el seu primer senzill des del llançament de l'EP Southern Skies titulat "Hold Me Closer". El 12 de gener de 2016 la banda va publicar un nou senzill, "Hearts in Motion", extret del seu tercer àlbum d'estudi Stranger Things, publicat el 26 de febrer de 2016.
El 15 de febrer de 2021, la banda va publicar un missatge a la seva pàgina de Facebook per anunciar que ja no farien més gires ni cap música més junts.

## Discografia

### Àlbums d'estudi
- Yuck (2011)
- Glow & Behold (2013)
- Stranger Things (2016)

### EP
- Southern Skies (2014)

### Senzills
| Any  | Senzill                  | Àlbum           |
| ---- | ------------------------ | --------------- |
| 2010 | "Rubber" (només vinil)   | Yuck            |
| 2010 | "Georgia" (només vinil)  | Yuck            |
| 2011 | "Holing Out"             | Yuck            |
| 2011 | "Get Away"               | Yuck            |
| 2011 | "The Wall"               | Yuck            |
| 2011 | "Shook Down"/"Milkshake" | Yuck            |
| 2012 | "Chew"                   | Single          |
| 2013 | "Rebirth"                | Glow & Behold   |
| 2013 | "Middle Sea"             | Glow & Behold   |
| 2013 | "Lose My Breath"         | Glow & Behold   |
| 2014 | "Southern Skies"         | Southern Skies  |
| 2015 | "Hold Me Closer"         | Stranger Things |
| 2016 | "Hearts in Motion"       | Stranger Things |
| 2016 | "Cannonball"             | Stranger Things |

## Membres
Formació definitiva
- Max Bloom – guitarra principal i veu (2009–2021)
- Mariko Doi – baix i veu (2009–2021)
- Jonny Rogoff – bateria (2009–2021)
- Ed Hayes – guitarra rítmica (2013–2021)

Membres anteriors
- Daniel Blumberg – veu i guitarra rítmica (2009–2013)
- Ilana Blumberg – veu (2009–2013)